# Magiritsa
La magiritsa è una zuppa greca a base di frattaglie di agnello, associata alla tradizione pasquale della Chiesa greco-ortodossa. I greco-americani e i greco-canadesi a volte lo chiamano "zuppa di Pasqua", "zuppa della domenica di Pasqua" o "zuppa di agnello pasquale". In alcune parti della Grecia, in particolare la Tessaglia, non è servito come zuppa ma piuttosto come una fricassea, e contiene solo frattaglie e una grande varietà di verdure, ma non cipolle o riso, come nella zuppa.

## Uso tradizionale
La Magiritsa viene mangiata per interrompere il digiuno della Grande Quaresima greco-ortodossa, i 40 giorni prima della Pasqua. Il suo ruolo e gli ingredienti derivano dalla sua associazione con l'agnello arrosto tradizionalmente servito durante il pasto pasquale; nella sua forma tradizionale, la magiritsa consiste nelle frattaglie rimosse dall'agnello prima della cottura, aromatizzate con condimenti e salse. Preparata il Sabato Santo insieme all'agnello del giorno successivo, la magiritsa viene consumata subito dopo la Divina Liturgia di mezzanotte.

## Ingredienti e preparazione
Sebbene la magiritsa tradizionale includa tutte le frattaglie di agnello disponibili, sono la testa e il collo dell'agnello a fornire la maggior parte del sapore della zuppa, e sono più comunemente usate oggi, insieme all'intestino, al cuore e al fegato.
Dopo un'accurata pulizia, le parti di agnello vengono lessate in acqua per un tempo compreso tra trenta minuti e due ore. Vengono poi tagliate a pezzi più piccoli, aromatizzate con cipolle, aneto, burro e talvolta verdure, e lasciate cuocere a fuoco lento. Verso la fine della bollitura viene aggiunto il riso e il brodo viene addensato con avgolemono, nota come salsa uovo-limone.
Quando viene consumata nelle prime ore del mattino pasquale, la magiritsa è talvolta accompagnata da insalata e formaggio, pane dolce tsoureki e uova sode tinte di rosso come simbolo del sangue di Cristo risorto.